# The Sins of Rosanne
The Sins of Rosanne er en amerikansk stumfilm fra 1920 af Tom Forman.

## Medvirkende
- Ethel Clayton som Rosanne Ozanne
- Jack Holt som Sir Dennis Harlenden
- Fontaine La Rue som Rachel Bangat
- Mabel Van Buren som Mrs. Ozanne
- Fred Malatesta som Syke Ravenal
- Grace Morse som Kitty Drummond
- Dorothy Messenger som Precious Drummond
- James Smith som Hlangeli
- Guy Oliver
- Clarence Geldart som Leonard